# لي جونغ-جيل
لي جونغ-جيل هو سياسي كوري جنوبي، ولد في 19 أبريل 1954 في سول في كوريا الجنوبية. نشط حزبياً في الحزب التقدمي الجديد.